# Île de Rosny
L'île de Rosny est une île située sur la Seine appartenant à Guernes.

## Description
Elle s'étend sur plus de 3 km de longueur pour une largeur d'environ 220 m, est entièrement cultivée et comporte quelques habitations sur la côte nord ainsi que deux demeures au sud. 
Elle est reliée à l'île de Guernes par un pont. 

## Histoire
L'île est annexé à la commune de Guernes à la suite d'un projet de loi discuté à la Chambre des députés (séance du 29 mai 1876). Il y avait alors 4 habitants sur l'île en 1876. 